# Birkenhead United Association Football Club
Maillots
Actualités
Le Birkenhead United Association Football Club, plus couramment abrégé en Birkenhead United, est un club néo-zélandais de football fondé en 1960 et basé à Beach Heaven, une banlieue d'Auckland.
Il participe actuellement à la NZNL, plus haut niveau du football néo-zélandais, dans la Northern League.

## Histoire
Le club est fondé en 1960 sous le nom de Birkenhead. Il prend son nom actuel en 1963 lors de la fusion avec Birkdale. 
En 2021, le club noue un partenariat avec le club écossais de Saint-Mirren.

## Palmarès
Chatham Cup :
- Vainqueur : 2016, 2018.